# Drapetomanija
Drapetomanija je bila domnevna duševna bolezen, za katero je leta 1851 ameriški zdravnik Samuel A. Cartwright domneval, da je vzrok za bežanje sužnjev. Hipoteza je bila odraz prepričanja, da je suženjstvo v Novem svetu tako izboljšalo življenje zasužnjenih, da bi le tisti, ki trpijo za neko obliko duševne bolezni, želeli pobegniti.
Cartwright je posebej obravnaval sužnje na plantažah. Ker sužnji, zadovoljni s svojim stanjem, ne bi želeli oditi, je sklepal, da morajo biti takšni ljudje bolni in nedovzetni za naravni red stvari. V De Bow's Review je objavil članek o boleznih in posebnostih črnih sužnjev. Cartwrightov članek, ki je bil na jugu zelo popularen in velikokrat ponatisnjen, je bil v severnih Združenih državah na široko zasmehovan in satiriziran. Tak znanstven pristop je bil od takrat označen za psevdoznanost in spoznan za znanstveni rasizem.
Izraz izhaja iz grškega δραπέτης ( drapetēs, "pobegli [suženj]") in μανία (manija, »norost, blaznost«).
Šele leta 1914 je tretja izdaja Praktičnega medicinskega slovarja Thomasa Lathropa Stedmana vključevala vnos za drapetomanijo, opredeljeno kot »Vagabondage, dromomania ; nenadzorovana ali nora želja po tavanju«.

## Opis
Cartwright je opisal motnjo - ki je, kot je dejal, "našim zdravstvenim oblastem neznana, čeprav je njen diagnostični simptom, pobeg iz služenja, dobro znan našim lastnikom plantaž in nadzornikom" - prispevek objavljen v Zdravniškemu združenju v Louisiana je bil velikokrat ponatisnjen in razširjen.
Izjavil je, da so za bolezen krivi gospodarji, ki so se preveč zbližali s črnci in jih obravnavali kot sebi enakovredne.
Če so obravnavani prijazno, dobro prehranjeni in oblečeni, z dovolj drv, da ohranjajo majhen ogenj celo noč, razdeljeni v družine, vsaka družina ima svojo hišo, jim ni dovoljeno ponoči hoditi naokoli in obiskovati sosedov, prejemati obiskov ali uživati v opojnih pijačah, in če niso preveč obremenjeni ali izpostavljeni vremenskim razmeram, so zelo lahko obvladljivi, bolj kot katerikoli drug narod na svetu. Če se kateri od njih, ali več njih, kadarkoli nagnjeni dvigniti svoje glave na raven svojega gospodarja ali nadrejenega, zahteva človečnost in njihovo lastno dobro, da bi jih kaznovali, dokler ne padejo v pokorno stanje, ki jim je bilo namenjeno. Dovolj je, da jih ohranjamo v tem stanju in jih obravnavamo kot otroke, da preprečimo, da bi bežali.
Cartwright v knjigi Diseases and Peculiarities of the Negro Race pravi, da Sveto pismo nagovarja sužnje, naj bodo podrejeni svojemu gospodarju in si zato ne bodo želeli pobegniti.
Če belopolti poskušajo nasprotovati božji volji, tako da poskušajo narediti temnopoltega človeka čemerkoli drugega kot pokornega in uklonjenega sužnja (kot je vsemogočni razglasil, da naj bo), tako da ga skušajo povzdigniti na svojo raven ali ga postaviti v enakopraven položaj; ali če zlorabijo moč, ki jim jo je Bog dal nad njihovim bližnjim človekom, tako da mu delajo krivice, ga kaznujejo v jezi, ga zanemarjajo pri zaščiti pred samovoljnimi zlorabami njegovih sotrpinov in drugih ali mu odrekajo običajno udobje in nujnosti življenja, se bo temnopoltež odločil pobegniti; toda če ga ohranjajo v položaju, ki se ga je po Svetem pismu nameraval zavzeti, to je v položaju pokornosti; in če je njegov gospodar ali nadrejeni do njega prijazen in milostljiv, brez poniževanja, ter mu hkrati zagotavlja fizične potrebe in ga ščiti pred zlorabami, bo temnopoltež uročen in ne more pobegniti.
Poleg tega, da je prepoznal drapetomanijo, se mu je zdelo, da je mogoče z »ustreznim zdravniškim nasvetom, ki se ga strogo upošteva, to težavno prakso bežanja, ki jo imajo mnogi črnci, skoraj v celoti preprečiti«. V primeru sužnjev, »kujavih in nezadovoljnih brez razloga« – opozorilni znak skorajšnjega bega – je Cartwright omenil »izbijanje hudiča iz njih« kot »preventivni ukrep«.

## Odziv
Medtem ko je bil Cartwrightov članek ponatisnjen na jugu, so ga v severnih Združenih državah Amerike na veliko zasmehovali. Satirična analiza članka se je pojavila v uvodniku Buffalo Medical Journal leta 1855. Znani krajinski arhitekt Frederick Law Olmsted je v delu A Journey in the Seaboard Slave States (1856) komentiral, da so beli služabniki pogosto bežali, zato je sarkastično pripomnil, da je bila domnevna bolezen pravzaprav belopoltega evropskega izvora in so jo v Afriko prinesli trgovci.
Sodobniki so imeli Cartwrighta za obrobno osebnost.